# Heinrich Werner (Mediziner, 1958)
Heinrich A. Werner (* 20. Mai 1958 in Kassel, Deutschland; † 15. Juli 2007 in Lexington, USA) war ein deutscher Mediziner und international anerkannter Kinderarzt („Pediatric Critical Care“).

## Leben
Werner studierte an der Johannes Gutenberg-Universität Mainz und der University of California, Los Angeles (School of Medicine). Nach seiner Dissertation 1986 in Mainz war er als Kinderarzt am renommierten Duke University Medical Center der Duke University in Durham (North Carolina) sowie an der University of Oxford in England tätig. Nach wissenschaftlichen Tätigkeiten in der Pädiatrie am British Columbia Children’s Hospital in Vancouver und am Kinderspital Zürich war er Forschungsassistent an der Pulmonary Research Laboratory der University of British Columbia mit dem Schwerpunkt der elektrokardiographischen Funktion während einer experimentellen Sepsis. Er war als Oberarzt am Deutschen Herzzentrum Berlin tätig sowie am Royal Children’s Hospital in Melbourne.
Heinrich Werner wurde 1994 Assistenzprofessor für Pädiatrie und Intensivpflege an der Kinderklinik der University of Kentucky, 1995 wurde er Chefarzt der Kinderintensivstation der Kinderklinik und 1996 Außerordentlicher Professor für Pädiatrie und Anästhesiologie und Medizinischer Direktor der UK HealthCare's Kentucky Children’s Hospital Division of Pediatric Critical Care Medicine.
Werner war ein international anerkannter Mediziner auf dem Fachgebiet der Kinder-Intensivmedizin. Er wurde mehrfach mit dem „Warren E. Wheeler Teacher of the Year“ ausgezeichnet, wie auch mit der „Jacqueline A. Noonan Role Model of the Year Award“, dem „Best Grand Rounds Award“ und dem „Miracle Maker Award“. Er wurde zum „Best Doctor in America“ gewählt.
Er war verheiratet und hatte drei Kinder.